# عقدة (وحدة)
العُقْدَةُ، وحْدة سرعة تُستخدم للسفن والطائرات. وتُعادل ميلاً بحرياً أو جغرافيًا واحداً (1.852 كم) في الساعة. ويمكن لسفينة سرعتها 20 عقدة أن تسير بسرعة 20 ميلاً بحرياً (37 كم) في الساعة.
ويعادل الميل البحري الدولي 1/60 من الدرجة الواحدة من درجات الأرض، أو جزء من دائرتها. ويستعمل الملاّحون الميل البحري لعلاقته البسيطة بالدرجات والدقائق التي تُقاس بها خطوط العرض وخطوط الطول.
بدأ استعمال مصطلح عقدة منذ العهود الأولى للملاحة البحرية حينما كانت السفن تحمل آلة تسمى رفاقة الخشب والحبل، وهي قطعة خشبية وحبل. وكان الحبل يلف على بكرة. أما قطعة الخشب فكانت تجر في المياه وراء السفينة. ومع تحرك السفينة كانت قطعة الخشب تفك الحبل الملتف على البكرة. وكان الحبل يحمل عقداً على مسافات يبلغ طول كل منها 47 قدماً و 3 بوصات (14.4 م). وكانت العقدة الأولى تعني نهاية المسافة الأولى. وبعد عقدتين تنتهي مسافتان، وهلمّ جرّا. وكانت المدة التي يستغرقها فك الحبل على هذا النحو 28 ثانية. وتمثل النسبة الزمنية بين فترة 28 ثانية وساعة واحدة ما يقارب النسبة في المسافة بين 14.4م و1,853 م. وبذلك تكون القطعة الخشبية قد سحبت 5 مسافات من الحبل في 28 ثانية، ويدرك الملاحون أن السفينة تتحرك بسرعة 5 عُقدات، أو خمسة أميال بحرية 9.25 كم في الساعة.

## تعريف
يبلغ طول الميل البحري المتفق عليه دوليًا 1852 مترًا وتبنته الولايات المتحدة هذا التعريف في عام 1954، بعد أن استخدمت سابقًا الميل البحري الأمريكي (1853.248 م) وكذلك تبنته المملكة المتحدة في عام 1970، بعد أن استخدمت سابقًا الميل البحري الأميرالي البريطاني (6080 قدمًا أو 1853.184 مترًا).
|                       | متر في الثانية | كيلومتر في الساعة | ميل في الثانية | العقدة    | قدم في الثانية |
| --------------------- | -------------- | ----------------- | -------------- | --------- | -------------- |
| 1 متر في الثانية =    | 1              | 3.6               | 2.236936*      | 1.943844* | 3.280840*      |
| 1 كيلومتر في الساعة = | 0.277778*      | 1                 | 0.621371*      | 0.539957* | 0.911344*      |
| 1 ميل في الثانية =    | 0.44704        | 1.609344          | 1              | 0.868976* | 1.466667*      |
| 1 العقدة =            | 0.514444*      | 1.852             | 1.150779*      | 1         | 1.687810*      |
| 1 قدم في الثانية =    | 0.3048         | 1.09728           | 0.681818*      | 0.592484* | 1              |
| 1 c =                 | 299792458      | 83275683*         | 51752957*      | 44965271* | 91376741*      |
| عدد ماخ ≈             | 343*           | 1235*             | 767*           | 667*      | 1125*          |

(* = قيم تقريبية)

## مقارنة العقدة بوحدات سرعة أخرى
1 عقدة دولية =
- 1 ميل بحري في الساعة (بالضبط).
- 1.852 كيلومتر في الساعة (بالضبط).
- 1.15078 ميل في الساعة (تقريبا)[5]
- 0.514 متر في الثانية (تقريبا).
- 1.151 ميل في الساعة (تقريبا).
- 20.254 بوصة في الثانية (تقريبا).

## الإستعمالات
تقاس سرعات السفن بالنسبة للموائع (السوائل والغازات) التي تسافر بها (سرعات القارب وسرعات الهواء) بالعقد. من أجل الدقة والتطابق، يتم أيضًا قياس سرعات السوائل الملاحية (تيارات المد والجزر والتيارات النهرية وسرعات الرياح) بالعقد. وبالتالي ، فإن السرعة فوق الأرض (السرعة الأرضية في الطائرة) ومعدل التقدم نحو نقطة بعيدة ("جعل السرعة جيدة"، VMG (مصطلح يتعمل في الملاحة الشراعية وخاصة في سباقات اليخوت) ) تُعطى أيضًا في شكل عقد.

## الأصل
حتى منتصف القرن التاسع عشر ، كانت سرعة السفينة في البحر تُقاس باستخدام رقاقة التسجيل (chip log). يتألف هذا من لوحة خشبية مربوطة بخيط على بكرة، وموزونة على حافة واحدة لتطفو بشكل عمودي على سطح الماء، وبالتالي تقدم مقاومة كبيرة للماء المتحرك حولها. كان يتم إلقاء رقائق التسجيل من مؤخرة السفينة المتحركة حيث يسمح للخيط بالانصراف.
وتم ربط العقد على مسافة 47 قدمًا و 3 بوصات (14.4018 مترًا) من بعضها البعض، وتمريرها من خلال أصابع بحار، بينما استخدم بحار آخر زجاجًا رمليًا مدته 30 ثانية (زجاج رملي مدته 28 ثانية هو التوقيت المقبول حاليًا) لقياس توقيت العملية.
بحيث يتم الإبلاغ عن عدد العقد واستخدامها في الحساب بواسطة سيد الإبحار(هي رتبة تاريخية لضابط بحري مدرب ومسؤول عن ملاحة سفينة شراعية) في تقدير الموضع والملاحة. تعطي هذه الطريقة قيمة العقدة  لـ 20.25 بوصة / ثانية، أو 1.85166 كم / ساعة. والفرق في نسبة الدقة عن التعريف الحديث أقل من 0.02٪.
اشتقاق تباعد العقد:
{\displaystyle 1~{\textrm {kn}}=1852~{\textrm {m/h}}=0.5144~{\textrm {m/s}}}، لذلك في 28 ثوان يتم قطع {\displaystyle 14.40} متر لكل عقدة.